# 란티스
란티스(Lantis, ランティス)는 반다이 남코 뮤직 라이브(구. 반다이 남코 아츠)의 레코드 레이블이다. 애니메이션, 게임, 성우 관련 레코드이다.
1999년 11월 26일에 주식회사 란티스(株式会社ランティス)로 설립했다. 2018년 4월 1일 반다이 비주얼을 존속 회사로서 합병 후 주식 회사 반다이 남코 아츠로 기업명을 변경한 데 따라서 법인으로서는 해산했다. "란티스(Lantis)"는 음악 관련 상품 레이블의 명칭으로, 상징 로고와 함께 승계되었다.

## 개관
반다이의 구조조정으로 인해 청산된 반다이 뮤직 엔터테인먼트 및 자회사 에어즈의 종업원들에 의해 창업되었다. 사장은 LAZY의 키보드를 담당했던 음악 프로듀서 이노우에 슌지, 이사는 에어즈의 음악 디렉터를 맡았던 이토 요시유키와 싱어 송 라이터인 이토 마스미 부부로 총 사원 수는 사장을 포함해 27명.
2000년 4월 카게야마 히로노부의 앨범인 I'm in You를 시작으로 앨범 발매를 시작했으며 2002년경, 영업부진에 빠져 있던 애니메이션 전문 신흥 레코드 회사 아트뱅크를 흡수 합병했다.
판매·유통은 킹 레코드에 위탁하고 있긴 하지만, 그것은 어디까지나 원래부터 애니메이션 샵 등의 유통경로에 강점을 가지고 있었기 때문이며, 킹 레코드의 애니메이션 관련 사업을 담당하는 스타 차일드와는 「아즈망가 대왕」이나 「D.C. ～다 카포～」 등의 음악 제작을 맡아 주고 있는 일부의 작품을 제외하면, 관련성은 희박하다고 할 수 있다.
오히려 이전 에어즈의 주요 거래처였던 반다이 비주얼과 깊이 연관되어 있어, 2006년 2월에는 인터넷 상의 영상·악곡 전송이나 프로모션 등의 분야에서의 업무 제휴를 발표했으며, 5월에는 제3자 할당증자와 이노우에·이토 두 사람의 주식을 양도하는 형태로 반다이 비주얼의 자회사가 되었다. 하지만 여전히 반다이 비주얼이외의 기업 작품의 음악 또한 담당하고 있으며, 제네온 엔터테인먼트와의 합병으로 신회사 온 더 런(Mellow Head 레이블)을 설립하는 등 이후에도 중립 선로를 견지할 거라 여겨진다.
사명은 만화 『사일런트 뫼비우스』의 작가인 아사미아 기아가 지어준 것으로 이노우에 슌지가 회사를 세우기 전에 본 작품의 드라마 CD를 프로듀싱 할 당시 아사미야가 「아틀란티스」에서 지어준 이름이라고 한다.(아니스파 2007년 1월 6일 방송분에서)

## 레이블
Lantis
창사 이후 사용하는 기본 레이블. 2009년 4월부터는 반다이 비주얼에서 판매 및 유통을 담당하고 있다.
MellowHead
2004년 7월 제네온 유니버설이 판매 및 유통을 담당하는 자회사 온 더 런을 설립하면서 만든 레이블. 온 더 런은 2006년 8월 란티스에 흡수합병되었으나 MellowHead는 레이블로써 이후로도 발매되고 있다.
GloryHeaven
2009년 2월 설립한 자회사. 소니 뮤직이 판매 및 유통을 담당.
kiramune
2009년 4월 반다이 비주얼과 공동 설립한 자회사.

## 연혁
- 1999년：11월 26일에 회사를 설립
- 2003년：아트뱅크를 흡수 합병함
- 2004년：온더런을 설립해『란티스 웹 라디오』가 개시됨.
- 2006년：반다이 비주얼과 넷 송신이나 프로모션 등으로 업무 제휴, 5월 1일자로 반다이 비주얼이 50.6%를 인수해 반다이 비주얼의 연결 자회사가 된다. 8월 31일자로 온더런을 흡수 합병해 MellowHead는 란티스 내의 레이블이 된다.
- 2009년
  - 2월 25일：『GloryHeaven』레이블의 신설을 발표(판매・유통의 위탁은 소니 뮤직)
  - 3월 1일：이모션의 음악 사업을 양도받아 반다이 남코 그룹이 보유하는 음악 원판의 일원적 관리를 개시한다.
  - 4월 3일：이날 출시되는 앨범부터 란티스 레이블의 판매・유통 위탁을 반다이 비주얼로 이관.
  - 4월 7일：란티스 창립 10주년을 기념해 음악 정보 방송인 『Run Run LAN!』을 1사 제공으로 스폰싱 한다. TV 가나가와와 독립 UHF국을 통해 방송을 개시.
  - 4월 24일：반다이 비주과 공동으로 레이블『Kiramune』를 신설함
  - 9월 26일・27일：후지큐 하이랜드에서 소속 아티스트들이 참가하는 10주년 라이브『란티스 마츠리』를 개최.

## 관계된 아티스트
※ 본 항목에서 『캐릭터 송으로 참가』는 제외

### 란티스 소속
판매위탁원킹레코드（2009년 3월 까지）/반다이 비주얼（2009년 4월 부터）
- 아소 나츠코
- 아츠미 사오리 (NEO GENERATION 출신)
- 이토 카나에
- 이와타 미츠오
- 엔도 마사아키
- 오노 다이스케
- 카게야마 히로노부
- 키타무라 에리
- 쿠리바야시 미나미
- 고토 유코
- JAM Project
  - 카게야마 히로노부
  - 엔도 마사아키
  - 키타다니 히로시
  - 오쿠이 마사미
  - 후쿠야마 요시키
  - 히카르도 크루즈
- G.Addict
  - 카지 유우키
  - 아베 아츠시
  - 테라시마 타쿠마
  - 호리에 카즈마
- 시이나 헤키루
- 신타니 료코
- 스즈무라 켄이치
- Snow*
- Ceui
- 세나
- 제2문예부
- 2HEARTS
- 하시모토 미유키
- 하야미 쇼
- 히라카와 다이스케
- 히라노 아야
- 페이란
- milktub
- MOSAIC.WAV
- 유우키 아이라
- 유우마오
- 요정제국
- yozuca*
- LAZY
  - 이노우에 슌지(본사의 사장)
  - 카게야마 히로노부
  - 타카사키 아키라(라우드니스 활동 시에는 토쿠마 재팬 소속)
- 와일드 삼인랑
- Rey
- Mia REGINA(사사카마 리스코(리더), 키리시마 와카(서브리더), 우에바나 후우리)
- BEST FRIENDS!
- STARRY PLANET☆

### kiramune 레이블 소속
판매위탁원반다이 비주얼
- 이리노 미유
- 카미야 히로시
- CONNECT(이와타 미츠오, 스즈무라 켄이치))
- 나미카와 다이스케

### GloryHeaven
판매위탁원소니뮤직
- OLDCODEX(스즈키 타츠히사)
- 키타 슈헤이
- GRANRODEO
- 스피어
- 치하라 미노리
- 나카하라 마이
- 유우키 아이라[2]
- eufonius
- Little Non

### MellowHead
판매위탁원제네온 엔터테인먼트 → 제네온 유니버설 엔터테인먼트
- ALI PROJECT
- 이토 시즈카
- 이토 마스미
- 오가타 메구미
- CooRie
- kukui
- 사사키 사야카
- 시미즈 아이
- NANA
- marble
- 미사토 아키
- meg rock
- YURIA(Honey Bee)
- Riryka
- R・O・N

### 이전 소속
- UNDER17 (2004년 12월 해산)
  - 모모이 하루코
  - 코이케 마사야
- 치바 사에코 (2005년에 성우 활동 중심으로 하는 노선 변경을 발표, 사실상 란티스에서 탈퇴)
- 크로버 (사실상 해체)
- 믹스★쥬스
  - 나카하라 마이
  - 우에다 카나
  - 사이토 치와
  - 모리나가 리카
- SKE48 (2010년 1월에 크라운 골드로 이적)
- JAM Project
  - 미즈키 이치로[3]
  - 마츠모토 리카[4]
  - 사카모토 에이조[5]
- 미야자키 우이 (5pb로 이적)
- 노가와 사쿠라 (5pb로 이적, 단 베스트 앨범은 에이벡스에서 나왔다)
- 사에
- LAZY
  - 다나카 히로유키 (2006년 9월 1일 서거. 사인은 급성심부전)
  - 히구치 무네타카 (2008년 11월 30일 서거. 사인은 간세포암)

## Run Run LAN!
란티스 창립 10주년을 기념해 한 방송으로 2009년 4월부터 같은 해 10월까지 진행되었다.

## 라이브 이벤트
2009년 9월 26일과 9월 27일에 란티스 창립 10주년을 기념하는 10th Anniversary Live 란티스 마츠리가 후지큐 하이랜드 코니파 포레스트에서 열렸다.

## 같이 보기
- 란티스 조곡